# Баксанёнок
Бакса́нёнок (кабард.-черк. Къэсей хьэблэ) — село в Баксанском районе Кабардино-Балкарской Республики.
Образует муниципальное образование «сельское поселение Баксанёнок», как единственный населённый пункт в его составе.

## География
Селение расположено в юго-восточной части Баксанского района, в долине реки Баксанёнок. Находится в 3 км к востоку от районного центра Баксан и в 30 км к северу от города Нальчик.
Площадь территории сельского поселения составляет — 87,10 км². Из которых большая часть приходится на сельскохозяйственные угодья. 
Граничит с землями населённых пунктов: Баксан и Дугулубгей на западе, Кишпек на юге, Благовещенка и Грабовец на востоке, Псыншоко на северо-востоке и Кременчуг-Константиновское на севере.
Населённый пункт расположен в предгорной зоне республике. Рельеф представляет собой предгорные волнистые равнины с немногочисленными холмистыми и курганными возвышенностями, численность которых увеличивается к югу и юго-востоку от села. Средние высоты на территории села составляют 355 метра над уровнем моря.
Через село протекает река Баксанёнок (приток реки Баксан). К югу от неё отходит канализированный отвод — Новая Нахаловка. К северу от села протекает речка Сухая Псарыша.
Климат влажный умеренный, с тёплым летом и прохладной зимой. Среднегодовая температура воздуха составляет около +10,0°С, и колеблется от средних +23,0°С в июле, до средних −2,5°С в январе. Среднесуточная температура воздуха колеблется от −10°С до +15°С зимой, и от +16°С до +30°С летом. Среднегодовое количество осадков составляет около 750 мм. 

## История
Селение Касаево на данном месте было основано в 1741 году, когда представители из рода Касаевых осели в долине реки Баксанёнок. В это время на территории современного села и его окрестностях находились пять аулов:
- Касаево (кабард.-черк. Къэсей хьэблэ),
- Дерево (кабард.-черк. Дер хьэблэ),
- Сидаково (кабард.-черк. Сидакъ хьэблэ),
- Гятежево (кабард.-черк. Джатэжь хьэблэ)
- Ортаново (кабард.-черк. Уэртэней).

В 1865 году в ходе Земельной реформы Кабарды и программы по укрупнению кабардинских селений, они были объединены в одно село, которое было названо Касаево, в честь князей Касаевых, владевших крупнейшим из пяти аулов. Другим адыгским селением с таким же названием был нынешний аул Хабез в КЧР, который также носил название — Касаево (кабард.-черк. Къэсей).
В 1920 году с окончательным установлением советской власти в Кабарде, решением ревкома Нальчикского округа, Касаево как и другие кабардинские поселения было переименовано, из-за присутствия в их названиях княжеских и дворянских фамилий. В результате село получило новое название — Ших-Исмагил, в честь мусульманского и общественного деятеля.
В 1923 году в селе открылась первая светская начальная школа, в 1926 году детский сад и клуб горянок. В 1929 году создано первое коллективное сельскохозяйственное предприятие — Нартоко.
В 1930 году с началом атеистической политики в СССР, село в очередной раз было переименовано и получило своё нынешнее название — Баксанёнок, от названия одноимённой реки на котором село и расположено.
В 1992 году Баксанёнский сельсовет был реорганизован и преобразован в Баксанёнскую сельскую администрацию. В 2005 году Баксанёнская сельская администрация была преобразована в муниципальное образование, со статусом сельского поселения.

## Население
| 1979  | 2002  | 2010  | 2012  | 2013  | 2014  | 2015  |
| ----- | ----- | ----- | ----- | ----- | ----- | ----- |
| 5398  | ↗6853 | ↗7220 | ↗7232 | ↗7263 | ↗7307 | ↗7367 |
| 2016  | 2017  | 2018  | 2019  | 2020  | 2021  | 2023  |
| ↗7496 | ↗7596 | ↗7670 | ↗7785 | ↗7843 | ↗8531 | ↗8616 |
| 2024  | 2025  |       |       |       |       |       |
| ↗8728 | ↗8849 |       |       |       |       |       |

Плотность — 101.6 чел./км2.
За межпереписной период (с 2010 по 2021 год) население села увеличилось на 1311 чел. (+ 18,16 %).
Национальный состав
По данным Всероссийской переписи населения 2021 года:
| Народ                | Численность, чел. | Доля от всего населения, % | Доля от указавших нац-ть, % |
| -------------------- | ----------------- | -------------------------- | --------------------------- |
| кабардинцы (черкесы) | 6358              | 74,53 %                    | 99,55 %                     |
| * кабардинцы         | 5704              | 66,86 %                    | 89,31 %                     |
| * черкесы            | 654               | 7,67 %                     | 10,24 %                     |
| другие               | 29                | 0,34 %                     | 0,45 %                      |
| нет / не указано     | 2144              | 25,13 %                    | -                           |
| всего                | 8531              | 100 %                      | 100 %                       |

По данным Всероссийской переписи населения 2010 года: кабардинцы
— 7 189 чел. (99,57 %). 

## Местное самоуправление
Администрация сельского поселения Баксанёнок — село Баксанёнок, ул. Березгова, 170.
Структуру органов местного самоуправления сельского поселения составляют:
- Исполнительно-распорядительный орган — Местная администрация сельского поселения Баксанёнок. Состоит из 7 человек.
  - Глава администрации сельского поселения — Абрегов Хаути Жантемирович (с 6 декабря 2006 года).
- Представительный орган — Совет местного самоуправления сельского поселения Баксанёнок. Состоит из 15 депутатов[23], избираемых на 5 лет.
  - Председатель Совета местного самоуправления сельского поселения — Абрегов Хаути Жантемирович.

## Образование
- МКОУ Средняя общеобразовательная школа № 1 — ул. Березгова, 191 (функционирует с в 1952 года).
- МКОУ Средняя общеобразовательная школа № 2 — ул. Быкова, 96. (функционирует с в 1984 года[24]).
- МКОУ Средняя общеобразовательная школа № 3 — ул. Ерижокова, б/н. (функционирует с 1953 года) .
- МКОУ Начальная школа Детский сад — ул. Березгова, 172. (функционирует с 1989 года).
- МОУ Центр образования с очно-заочной формой обучения — ул. Березгова, 191«а» (функционирует с 1996 года).
- МКУ Спортивная школа — ул. Березгова, 170«а»  (функционирует с 2005 года).

## Здравоохранение
- Участковая больница — пер. Советский, 33.

## Культура
- МКУ Сельский Дом Культуры — ул. Березгова, 122.
- Парк отдыха

Общественно-политические организации:
- Адыгэ Хасэ
- Совет ветеранов труда и войны и др.

## Ислам
- Центральная сельская мечеть — ул. Березгова, 118.

## Экономика
На территории сельского поселения расположено несколько предприятий, из которых наиболее бюджетообразующими являются:
- Предприятие «КабБалкАгро» — строительство тепличного комплекса.
- Предприятие «АгроМедис» — очистительно-сушильный комплекс.
- Предприятие «Агроресурс».
- Предприятие «Золотая Нива».

Также функционируют крестьянско-фермерские хозяйства (КФХ) и сельскохозяйственные предприятия (СХП).

## Улицы
На территории села зарегистрировано 13 улиц и 24 переулка:
Улицы
| 450-летия    |
| Березгова    |
| Быкова       |
| Ерижокова    |
| Кабардинская |

| Надречная     |
| Нартокова     |
| Проектируемая |
| Промышленная  |

| Тхакахова      |
| Тхамитлокова   |
| Участников ВОВ |
| Южная          |

Переулки
| 5-я линия      |
| Ахметова       |
| Асанова        |
| Безымянный 1-й |
| Безымянный 2-й |
| Безымянный 5-й |
| Безымянный 6-й |
| Будённого      |
| Виндижева      |

| Гутова       |
| Ногмова      |
| Нырова       |
| Одижева      |
| Озова        |
| Панайоти     |
| Партизанский |
| Почтовый     |

| Пушкина     |
| Тутовый     |
| Учительский |
| Хандохова   |
| Школьный    |
| Шхагумова   |
| Эльбрусский |
| Южный       |

## Известные жители
- Тхакахов Башир Хабижевич — Герой Социалистического труда.